# Баге-Мелек
Баге-Меле́к (перс. باغ ملك‎) — город на юго-западе Ирана, в остане Хузестан. Административный центр шахрестана Багмалек.
На 2006 год население составляло 20 844 человека; в национальном составе преобладают бахтиары.
Альтернативные названия: Баг-Малек (Bagh Malek), Баг-и-Малик (Bagh-i-Malik).

## География
Город находится на востоке Хузестана, в горной местности западного Загроса, на высоте 669 метров над уровнем моря.
Баге-Малек расположен на расстоянии приблизительно 110 километров к востоку от Ахваза, административного центра остана и на расстоянии 470 километров к юго-западу от Тегерана, столицы страны.